# امیرکبیر (آلبوم)
امیرکبیر نام آلبومی از موسیقی سنتی است که در سال ۱۳۸۹ در اجرای زنده‌ای در شهر گرگان با صدای شهرام ناظری و سرپرستی و آهنگ سازی پژمان طاهری ضبط شده و در سال ۱۳۹۰ منتشر شده است.
این اثر شامل پنج قطعه موسیقی به همراه آواز و هفت قطعه موسیقی بدون آواز است. همچنین این آلبوم دربردارنده نسخه تصویری از دو اثر قدیمی شهرام ناظری به نام‌های «آب حیات عشق» و «واران وارنه» است که پیش تر اجرا شده بودند.

## توضیح اثر

### فهرست آهنگ‌ها
این آلبوم شامل دو لوح فشرده به نام‌های «شب‌های پاییزی» و «امیرکبیر» است. در این آلبوم که بیش تر از شعرهای نو  بهره گرفته شده، شعرهایی از شاعرانی همانند:مهدی اخوان ثالث، فریدون مشیری، عارف قزوینی و هوشنگ ابتهاج استفاده شده است.
نام قطعه‌های اثر چنین است:
- لوح شماره یک - شب‌های پاییزی

1. تنهایی
2. شب از شب‌های پاییزی (شعر از مهدی اخوان ثالث)
3. تصنیف گریه کن (شعر و آهنگ از عارف قزوینی. مقدمه و تنظیم از پژمان طاهری)
4. کنسرتو
5. تصنیف ریشه در خاک (شعر از فریدون مشیری)
6. قطعه تصویری (آب حیات عشق)

- لوح شماره دو - امیرکبیر

1. مقدمه (گروه) و درآمد (سنتور)
2. تصنیف ای عاشقان (شعر از هوشنگ ابتهاج)
3. کمانچه  و سنتور
4. چهار مضراب
5. تک نوازی عود
6. چهار مضراب
7. تصنیف امیرکبیر (شعر از فریدون مشیری)
8. قطعه تصویری واران واران

### نوازندگان
- پژمان طاهری: سنتور
- شهرام غلامی: عود
- شروین مهاجر: کمانچه کمانچه و کمانچه آلتو
- مهرداد کریم خاوری: کوزه ،دف، دایره و ضرب زورخانه
- سینا سعیدی: تنبک
- نگار خارکن: کمانچه و کمانچه آلتو  (در قطعه ریشه در خاک)
- آرش ذاکری: سنتور آلتو
- آذین ذاکری: تارباس
- محمدرضا ابراهیمی: نی
- پوریا محمدنژاد: تار

### اشعار
- تصنیف ای عاشقان

| ای عاشقان، ای عاشقان پیمانه‌ها پر خون کنید |  | وز خون دل چون لاله‌ها رخساره‌ها گلگون کنید   |
| دیوانه چون طغیان کند زنجیر و زندان بشکند  |  | از زلف لیلی حلقه‌ای در گردن مجنون کنید      |
| نوری برای دوستان، دودی به چشم دشمنان      |  | من دل بر آتش می‌نهم، این هیمه را افزون کنید |
| آمد یکی آتش سوار، بیرون جهید از این حصار  |  | تا بردمد خورشید نو شب را ز خود بیرون کنید  |

ه. ا. سایه
- تصنیف گریه کن

| گریه کن که گر سیل خون گری ثمر ندارد  |
| ناله‌ای که ناید ز نای دل اثر ندارد    |
| هرکسی که نیست اهل دل، ز دل خبر ندارد |
| دل ز دست غم مفر ندارد                |
| دیده غیر اشک تر ندارد                |
| این محرم و صفر ندارد                 |
| گر زنیم چاک                          |
| جیب جان چه باک                       |
| مَرد و جز هلاک                        |
| هیچ چارهٔ دگر ندارد                   |
| زندگی دگر ثمر ندارد                  |

عارف قزوینی